# Diggenahalli, Channagiri
Diggenahalli là một làng thuộc tehsil Channagiri, huyện Davanagere, bang Karnataka, Ấn Độ.